# MTV Europe Music Award al miglior artista America Latina settentrionale
L'MTV Europe Music Award al miglior artista America Latina settentrionale (MTV Europe Music Award for Latin American North) è uno dei premi principali degli MTV Europe Music Awards, che viene assegnato dal 2012.

## Albo d'oro

### Anni 2010
| Anno | Vincitore      | Nominati                                                    |
| ---- | -------------- | ----------------------------------------------------------- |
| 2012 | Panda          | - Danna Paola - Jesse & Joy - Kinky - Ximena Sariñana       |
| 2013 | Paty Cantú     | - Danna Paola - Jesse & Joy - León Larregui - Reik          |
| 2014 | Dulce María    | - Pxndx - CD9 - Camila - Zoé                                |
| 2015 | Mario Bautista | - Enjambre - Ha*Ash - Kinky - Natalia Lafourcade            |
| 2016 | Paty Cantú     | - Jesse & Joy - León Larregui - Mon Laferte - CD9           |
| 2017 | Mon Laferte    | - Café Tacvba - Caloncho - Natalia Lafourcade - Sofía Reyes |
| 2018 | Ha*Ash         | - Mon Laferte - Sofía Reyes - Reik - Molotov                |
| 2019 | Mon Laferte    | - Ed Maverick - Jesse & Joy - Reik - Ximena Sariñana        |

### Anni 2020
| Anno | Vincitore   | Nominati                                                        |
| ---- | ----------- | --------------------------------------------------------------- |
| 2020 | Danna Paola | - Fboi - Jesse & Joy - Sofía Reyes - Zoé                        |
| 2021 | Alemán      | - Danna Paola - Gera MX - Humbe - Sofía Reyes                   |
| 2022 | Kenia Os    | - Danna Paola - Kevin Kaarl - Natanael Cano - Santa Fe Clan     |
| 2023 | Kenia Os    | - Danna Paola - Kevin Kaarl - Siddhartha - Natanael Cano        |
| 2024 | YeriMua     | - Danna Paola - El Malilla - Gabito Ballesteros - Natanael Cano |